# Ewoud Sanders
Ewoud Sanders (Den Haag, 24 maart 1958) is een Nederlands taalhistoricus en journalist. In de rubriek WoordHoek, die tussen 2000 en 2020 in NRC Handelsblad verscheen, nadien bij het Instituut voor de Nederlandse Taal, en sinds 2023 bij ENSIE, schrijft hij over taal en geschiedenis. Sanders heeft een aantal taalboeken geschreven. Daarnaast publiceert hij geregeld over het digitaliseren en ontsluiten van kranten, boeken en tijdschriften.
In zijn taalboeken gaat Sanders doorgaans in op de geschiedenis van woorden en uitdrukkingen. Voor zijn onderzoek maakt hij gebruik van een grote, digitale bronnencollectie, deels in eigen beheer. Hij geeft geregeld lezingen over hoe je zo'n materiaalverzameling kunt aanleggen en ontsluiten. Zo wijdde hij hieraan in 2009 de achttiende Bert van Selm-lezing (titel: De reïncarnatie van het boek. In zeven stappen een eigen digitale bibliotheek, uitgegeven door de Stichting Neerlandistiek Leiden).
In 2011 verscheen van zijn hand Eerste Hulp Bij e-Onderzoek, een boekje over slimmer zoeken (op internet) en over slimmer documenteren. Latere edities - zeventien tot nu - verschenen onder de titel Slimmer zoeken op internet. Dit gidsje is door diverse hogescholen en universiteiten gratis onder studenten verspreid. Eind 2011 kreeg Sanders een donatie van 15.000 dollar van Google om het slimmer zoeken via internet in Nederland te bevorderen.
Sanders promoveerde voorjaar 2017 aan de Radboud Universiteit in Nijmegen op een proefschrift getiteld Levi's eerste kerstfeest: Jeugdverhalen over jodenbekering, 1792-2015. Hij analyseert hierin beeldvorming over joden in tachtig christelijke jeugdverhalen waarin zij worden bekeerd tot respectievelijk het protestantse of het katholieke geloof. In 2021 werd de Groenman-taalprijs aan hem toegekend; in 2023 kreeg hij de Taalboekenprijs voor Het n-woord. De geschiedenis van een beladen begrip.